# Hídvég (Románia)
Hídvég (románul Hăghig, németül Fürstenberg) falu Romániában, Kovászna megyében. 
Nyáraspatak tartozik hozzá.

## Fekvése
Sepsiszentgyörgytől 16 km-re nyugatra, a Székelyföld és a Barcaság  határát képező Olt jobb partján fekszik.

## Nevének eredete
Nevét a Földvárra menő útnak az Olton itt átívelő hídjáról kapta. Német neve egykori hercegi várra utal.

## Története

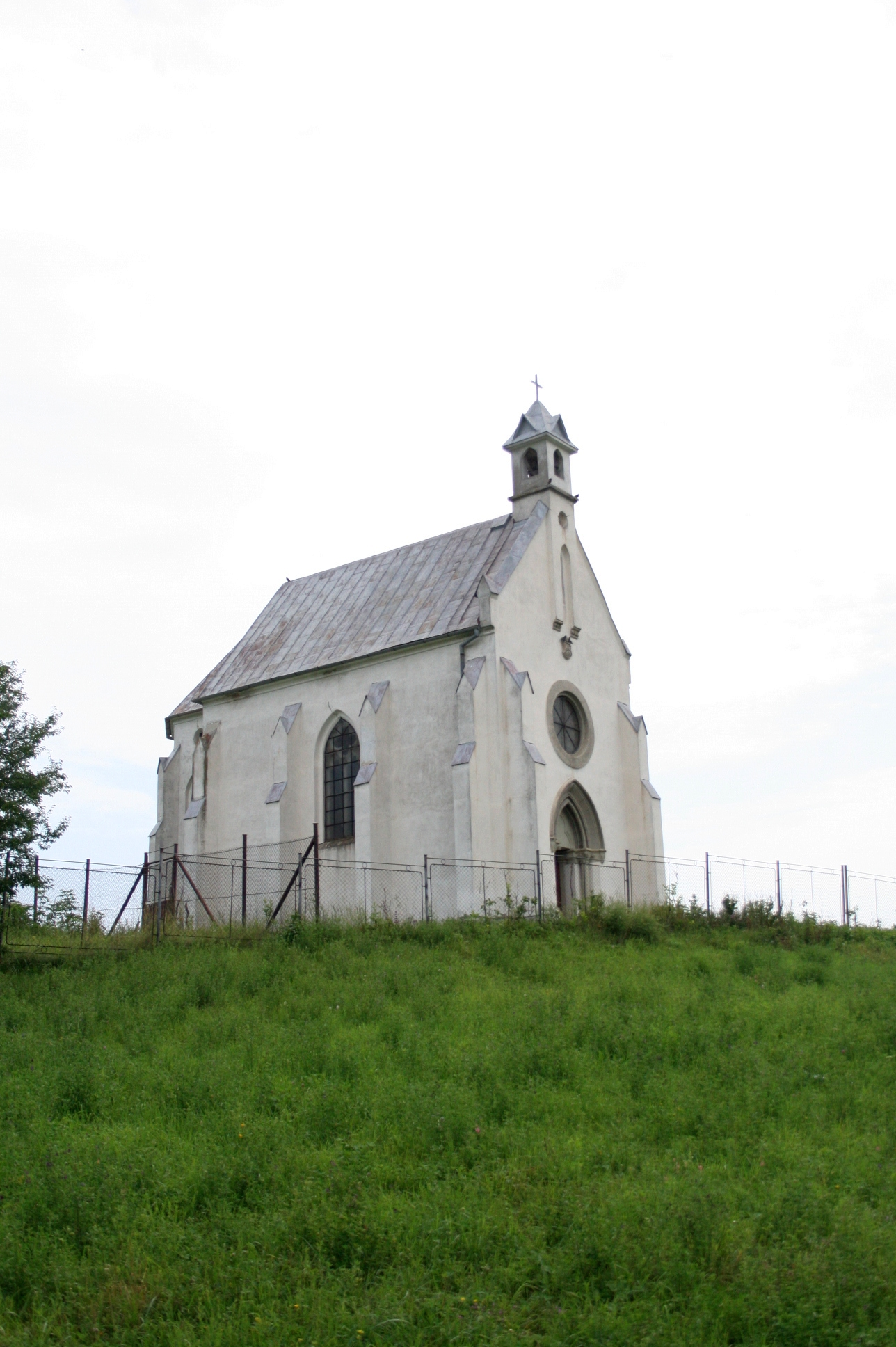
A Nemes család sírkápolnája.

1332-ben Hydueg néven említik először. A falunak a tatárjárás előtt szász lakossága lehetett, de 1242 után magyarokkal telepítették újra. A falut 1612-ben a brassói szászok, 1658-ban és 1690-ben a tatárok dúlták fel. A 18. század elején a nemesi birtokokra nagyszámú román jobbágy telepedett. 1848. december 24-én itt verte le Puchner tábornok a háromszéki 
felkelést. 1910-ben 2258 lakosa volt. A trianoni békeszerződésig Háromszék vármegye Miklósvári járásához tartozott. 1992-ben 1621 lakosából 811 magyar, 692 román, 109 cigány, 9 német volt.

## Látnivalók

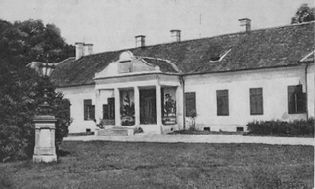
File:Nemes kastély - Hídvég.jpg

- Református temploma román kori eredetű, a 14.- 15. században gótikus stílusban átépítették, majd a 16.-17. században reneszánsz stílusban újjáépítették. A 18. század elején földrengés, 1740-ben tűzvész rongálta meg, melyek után újjáépítették. Tornya 1841-ben épült.
- Ortodox temploma 1854-ben épült.
- A Nemes család kastélya 18 – 19. századi. A család római katolikus kápolnája a 19. században épült.
- A Mikó-kastély barokk része a Bagolyvár 1977-ben a földrengésben megrongálódott, ezért lebontották, az újabb részek 19. századiak.
- A Sárga ház 1606-ban épült, a 19. században átalakították.
- A Kövesdi udvarház 1820 körül épült.

## Híres emberek
- Itt született 1585-ben Mikó Ferenc krónikaíró, csíki főkapitány.
- Itt született 1889-ben Nemes János magyar földbirtokos, felsőházi tag.